# لوحة القبلة

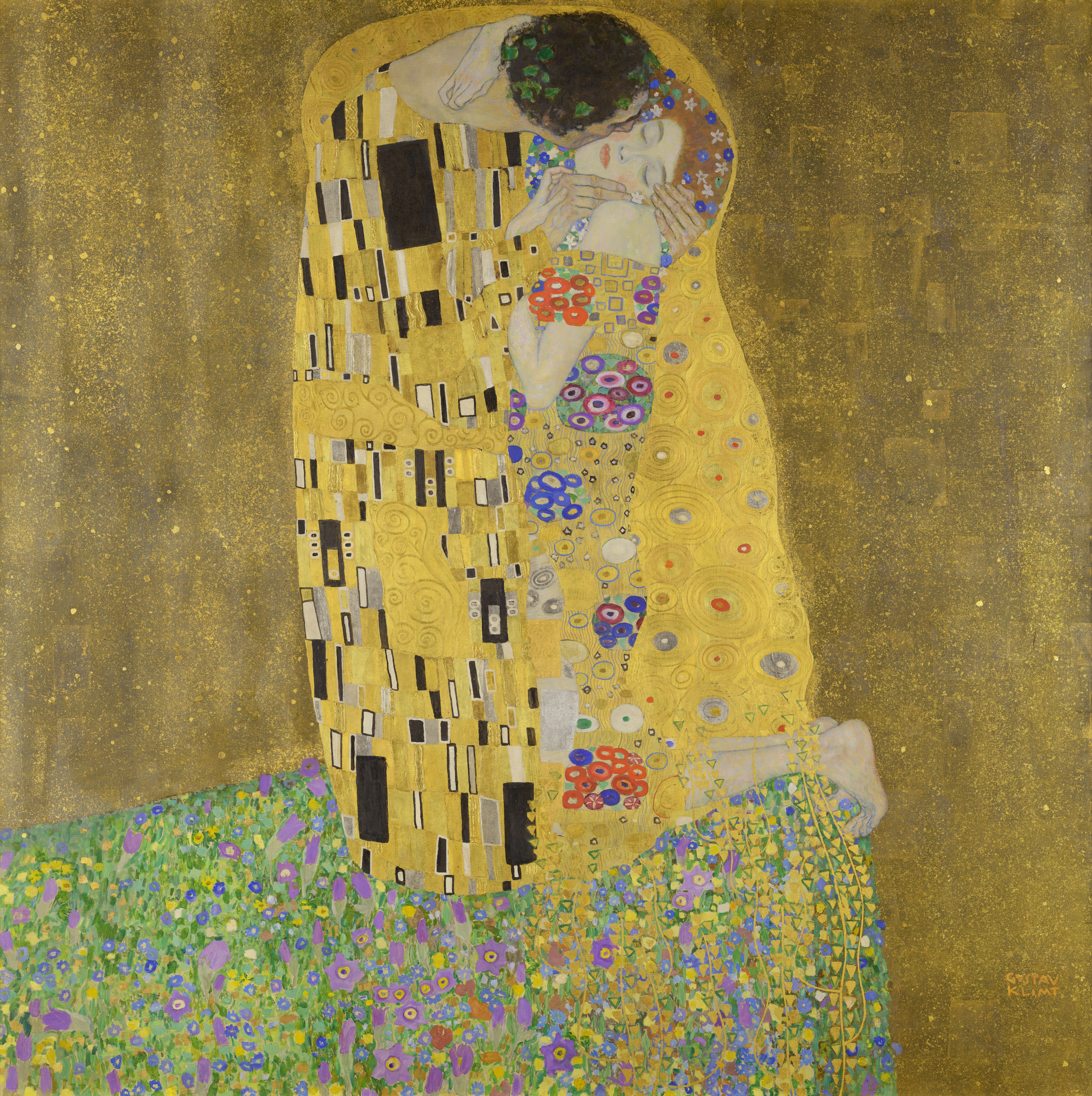
القبلة (العشاق) هي لوحة من القماش رسمت بالزيت وأوراق الذهب عام 1908-1907. وهي موجودة في متحف اوسترايكش غاليري بلفيدير بفيينا وتقدر أبعادها بـ 180سم x 180 سم.

القبلة (بالألمانية: Der kuss) هي لوحة زيتية مزينة بإضافة أوراق الفضة والذهب والبلاتين. وهي من أعمال الرسام النمساوي الرمزي (أي يتبع نهج الحركة الرمزية) غوستاف كليمت والتي رسمها ما بين عامي 1907-1908 في أوج عصره الذهبي. عُرضت عام 1908 تحت عنوان ليبيسبار (العشاق). تصور اللوحة زوجان يعانقان بعضهما البعض بينما تلتف أجسادهما بثياب جميلة متقنة مزينة بشكل مستوحى من أسلوب الفن الجديد المعاصر (وهو من أنواع الفن الحديث) ومن الأشكال الرئيسية لحركة قديمة تدعى حركة الفنون والحرف. تعرض اللوحة في متحف اوستيراكش غاليري بلفيدير والموجود بقصر بلفيدير بفيينا، وتعتبر اللوحة على نطاق واسع تحفة فنية من أوائل العصر الحديث. وتعتبر إحدى رموز الجوجند ستيل (الفن الفينيسي الحديث) كما أنها أكثر أعمال كليمت شهرة.

## الخلفية
```

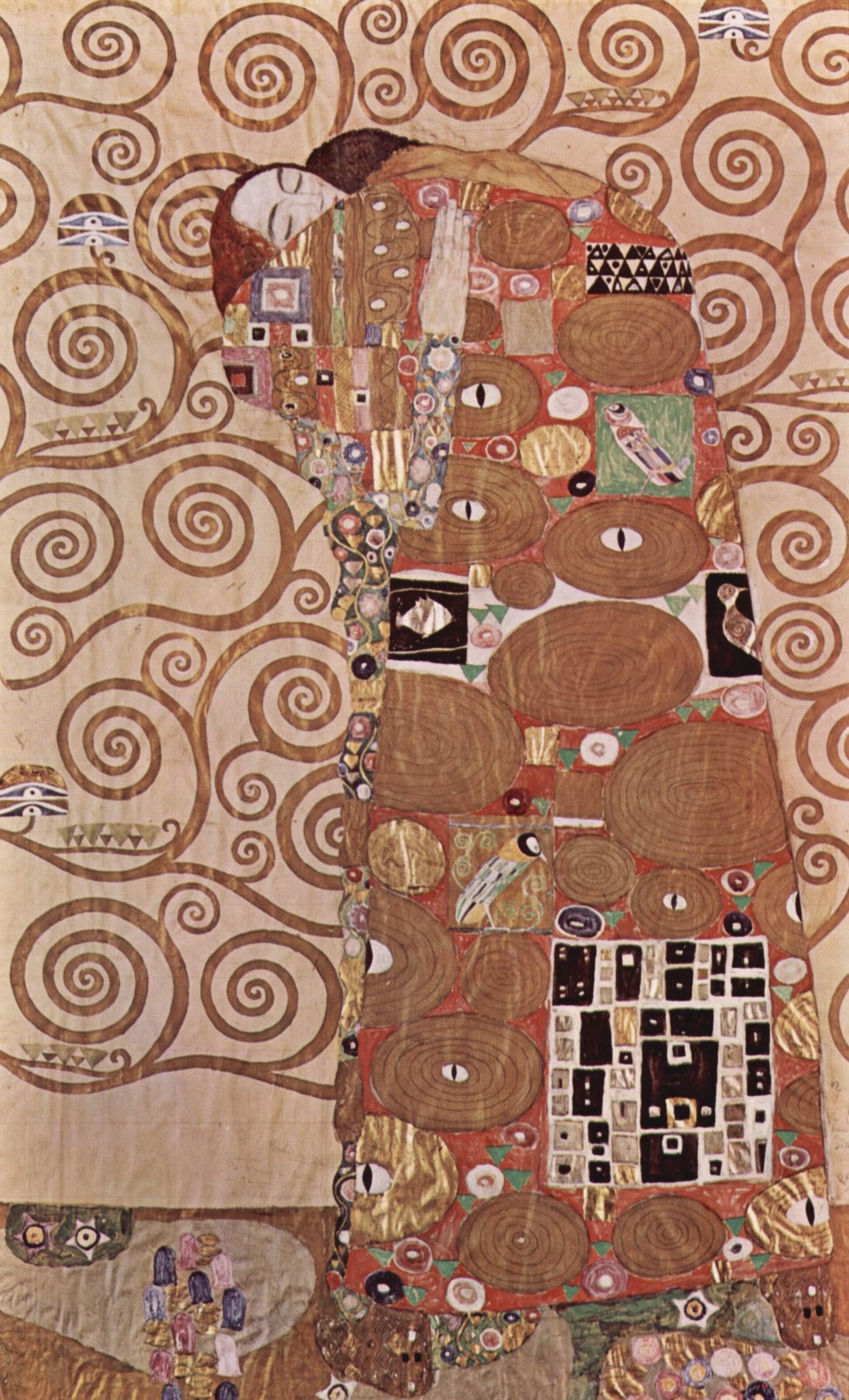
فلفيلمينت (الوفاء) هي لوحة تم رسمها لتزيين قصر ستوكليتس ببروكسل ما بين عام 1909-1905.

الحب والحميمية والجنس هي مواضيع شائعة في أعمال غوستاف كليمنت. تعد لوحة ستوكليت فريز ولوحة بيتهوفن فريز أمثلة على تركيز كليمت في أعماله على الحميمية الرومانسية. وقد اعتبر كلا العمليين مقدمة للوحة القبلة كما تميزا بالفكرة ذاتها والتي هي الزوجان المتعانقان.
```

يعتقد أن كليمت ورفيقته إميلي فلوغ كانا النموذج الذي استوحي منه هذا العمل ولكن لا يوجد دليل أو سجل يؤكد ذلك. واقترح آخرون أن الأنثى الموجودة في اللوحة ما هي إلا العارضة المعروفة باسم «ريد هيلدا/ هيلدا الحمراء» لوجود تشابه كبير بينها وبين نموذج المرأة الموجودة في لوحة المرأة ذات الرداء الريشي ولوحة السمكة الذهبية ولوحة داناي أيضا.

## الوصف

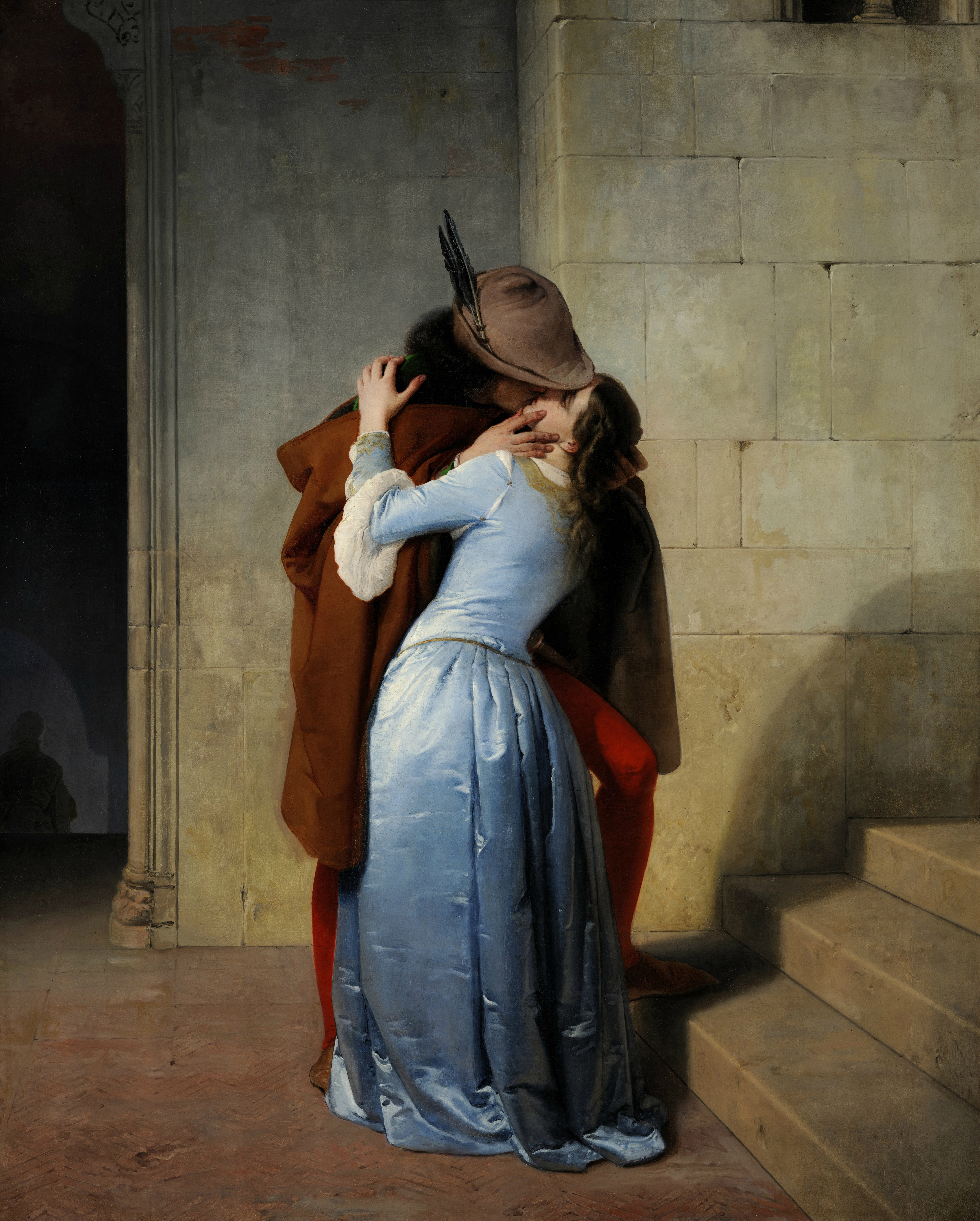
لوحة القبلة من عمل الرسام فرانشيسكو هايز 1859.

يصور غوستاف كليمت في لوحة القبلة زوجيين متعانقين بأحضان حميمية مع خلفية ذهبية مسطحة. يقف الزوجان على قطعة مغطاة بالمرج والتي تنتهي عند قدميّ المرأة العاريتان. يرتدي الرجل في اللوحة رداء ذا أشكال هندسية ونقوش لولبية. كما يرتدي تاجًا من نبات الكرمة، في حين ترتدي المرأة تاجاً من الزهور وتظهر بثياب فضفاضة منقوشة بالزهور. لا يظهر وجه الرجل للجمهور في اللوحة بل يظهر منحنيًا ليطبع قبلة على خد المرأة بينما يحمل وجهها بين يديه. في حين أن المرأة تظهر وعيناها مغلقتان وإحدى يديها تلتف حول عنق الرجل بينما يدها الأخرى مسندة برقة على يده ووجها مرتفع للسماء قليلاً لتتلقى قبلته.
تشير الأنماط في اللوحة إلى أسلوب فن أرت نوفو المعاصر (وهو من أنواع الفن الحديث) وإلى الأشكال الرئيسية لحركة الفنون والحرف. في الوقت ذاته تثير خلفية اللوحة التناقض بين الجوهر الثنائي الأبعاد والجوهر الثلاثي الأبعاد في أعمال ديغا وفناني عصر الحداثة الآخرين. إن اللوحات مثل القبلة ما هي إلا مظاهر بصرية تصور شبح نهاية القرن بسبب إظهارها للانحلال والذي تعرضه عبر الصور الحسية المؤثرة. كما تشير أوراق الذهب المستخدمة في الرسم إلى لوحات «الأرض الذهبية» والمخطوطات المضيئة ولوحات الفسيفساء القديمة والتي يعود أصلها إلى العصور الوسطى، وأما بالنسبة للأشكال اللولبية –والتي ظهرت على الملابس- يعود أصلها إلى العصر البرونزي للفن، كما وأنها شكل من الأشكال الزخرفية اللولبية لنبتة معرشة شوهدت في الفن الغربي للعصور ما قبل الكلاسيكية. واما فيما يتعلق برسم رأس الرجل بالقرب من قمة اللوحة والذي هو أمر خارج عن الشرائع الغربية التقليدية فإنه انعكاس تأثيري للمطبوعات اليابانية كما وأنه السبب ذاته فيما يتعلق بتركيبة اللوحة المبسطة.

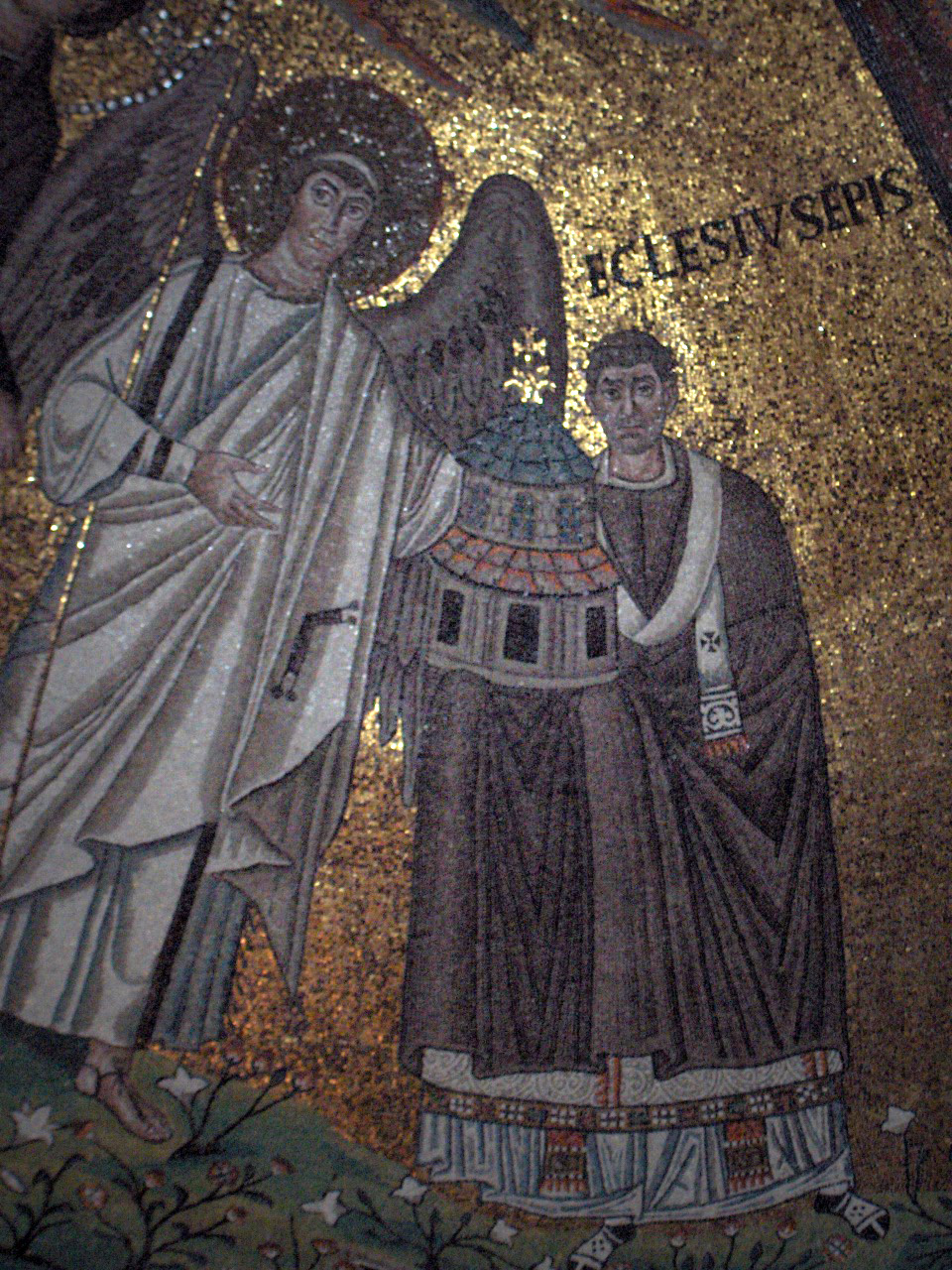
قبة الجوقة: هي عبارة عن ملاك يعرض نموذج كنيسة للأسقف اكليسيرس، كنيسة سان فيتالي في رافيينا بايطاليا.

ولدت فكرة استخدام كليمت للذهب بعد رحلة قد قام بها إلى إيطاليا عام 1903. عندما زار كنيسة سان فيتالي بمدينة رافينا وشاهد الفسيفساء البيزنطية. فبعد أن رأى كليمت أن سطحية الفسيفساء وافتقارها للعمق والمنظور عُززت فقط بتألقها الذهبي، بدأ باستخدام غير مسبوق لأوراق الذهب والفضة في أعماله الخاصة.
وقد قيل أيضا أن كليمت مثل في هذه اللوحة اللحظة التي قبَّل آبلو فيها دافن بعد التحول الذي حصل في قصة اوفيد.

## استقبال لوحة القبلة
رسم كليمت لوحة القبلة قبل فترة وجيزة من رسمه لسلسلة «سقف فينا» والمكونة من ثلاثة لوحات والتي تسببت بفضيحة حيث انتقدت باعتبارها «إباحية» ودليلا على «الانحراف الزائد». غيرت هذه السلسلة النظرة العامة للفنان واعتبروه شقيًا فظيعًا ويعود ذلك لأفكاره المعادية للاستبداد والمعارضة لأفكار الأغلبية فيما يتعلق بالفن. وقد كتب كليمت «إن لم تتمكن من إرضاء الأغلبية بأفعالك وفنك، فعليك بالأقلية».
وعلى من الرغم من كل ذلك، استقبلت لوحة القبلة بحماس شديد كما واشترتها الحكومة النمساوية وعلقتها بمعرض عام على الرغم من عدم اكتمالها بعد في ذلك الوقت.

## الصلات
في فبراير 2013 قام الفنان السوري تمام عزام بتعليق صورة للوحة على مبنى قد تم قصفه في منطقة مجهولة بسورية في عمل دعاه بفيريدوم جرافيتي (حرية الكتابة على الجدران)، ليلفت الانتباه لمحنة الحرب في بلده. وفي عام 2012 أصدرت شركة تونتيث سينتشوري فوكس فيلم أكشن ورومانسية يدعى This means war (هذا يعني الحرب) من بطولة ريز ويذرسبون وتوم هاردي وكريس باين. يعرض هذا الفيلم مشهداً حيث يقوم كل من باين وويذرسبون بجولة بين مجموعة خاصة من أعمال كليمت حيث كانت لوحة القبلة هي اللوحة الجوهرية في تلك المجموعة. كما أن مسلسل الخيال العلمي السيبراني (نوع من أنواع أفلام الخيال العلمي حيث تكون التكنولوجيا هي المسيطرة على المجتمع) وهو مسلسل تليفزيوني أمريكي قد أشار إلى لوحة القبلة حيث تجدها الشخصيات الرئيسة للمسلسل معلقة على أحد جدران شقة ما في المستقبل البعيد.